# Gand-Wevelgem 1953
 (novembre 2021).
La 15e édition de Gand-Wevelgem a eu lieu le 29 mars 1953. La course est remportée par le Belge Raymond Impanis (Girardengo-Eldorado) qui parcourt les 240 kilomètres en 7 h 16 min 0 s. C'est la deuxième victoire de Raymond Impanis après celle remportée l'année précédente.
166 coureurs ont pris le départ et 34 ont terminé la course.

## Classement final
| Place | Coureur             | Équipe              | Temps           |
| ----- | ------------------- | ------------------- | --------------- |
| 1     | Raymond Impanis     | Girardengo-Eldorado | 7 h 16 min 00 s |
| 2     | Wim Van Est         | Garin-Wolber        | à 1 min 20 s    |
| 3     | Germain Derijcke    | Welter              | à 2 min 30 s    |
| 4     | Rik Van Steenbergen | Mercier-Hutchinson  | à 2 min 34 s    |
| 5     | Désiré Keteleer     | Bianchi-Pirelli     | m.t.            |
| 6     | Hein Van Breenen    | Individuel          | à 3 min 20 s    |
| 7     | Jean Storms         | Individuel          | à 5 min 12 s    |
| 8     | André Rosseel       | Terrot-Hutchinson   | m.t.            |
| 9     | Roger Decock        | Bertin              | m.t.            |
| 10    | Boudewijn Devos     | Bertin              | à 11 min 18 s   |

## Sources et liens externes
- Site officiel
- Gand-Wevelgem 1953 sur bikeraceinfo.com
- Gand-Wevelgem 1953 sur Procyclingstats.com